# Марун (месторождение)
Мару́н — крупное газоконденсатно-нефтяное месторождение в Иране.
Открыто в 1963 году. Залежи на глубине 2,3-3,3 км. Начальные запасы нефти 3 млрд тонн. Плотность нефти 0,86 г/см³, содержание S — 1,80 %.
Оператор месторождении является иранская нефтяная компания NIOC. Добыча нефти 2016 году составила 30 млн тонн.